# XII всемирный конгресс эсперантистов
XII всемирный конгресс эсперантистов состоялся с 9 по 15 августа 1920 года в Гааге, Нидерланды. В нём принимало участие 408 эсперантистов из 27 стран.
Культурная программа конгресса включала представления пьес на эсперанто: «Судебное заседание в 1813 году» и «Музыкальный вечер в 1813 году» Д. Пабста, режиссёр и исполнительница главной роли В. Вессель. Представления проходили в Королевском театре Гааги.